# Armin Meier (Radsportler)
Armin Meier (* 3. November 1969 in Rickenbach LU) ist ein ehemaliger Schweizer Radrennfahrer. Von 2004 bis 2009 war er Direktor der Tour de Suisse.

## Werdegang

### Aktiver Rennfahrer
Armin Meier gehörte in den 1990er-Jahren zu den stärksten Strassenfahrern der Schweiz, konnte jedoch bereits zuvor kleinere Strassenrennen gewinnen, wie 1989 die Hegiberg-Rundfahrt. 1992 wurde er Schweizer-Vizemeister der Amateure im Strassenrennen. Im selben Jahr startete er im Strassenrennen der Olympischen Spiele in Barcelona und belegte den 70. Platz. 1996 gewann er eine Etappe bei Wien–Rabenstein–Gresten–Wien.
1996 erhielt Meier seinen ersten Vertrag bei einem internationalen Radsportteam, der Mannschaft PMU Romand. Er gewann in seinem ersten Jahr dort den Giro del Lago Maggiore. 1996 und 1999 wurde er Schweizer Meister im Strassenrennen. Dreimal, 1998, 1999 und 2000 nahm er an der Tour de France teil (1998 als Mitglied der Festina-Mannschaft). In den beiden anderen Jahren startete er für das Saeco-Radsportteam, in dem auch Mario Cipollini und Cadel Evans fuhren.

### 1998 Festina-Doping-Skandal
Im Rahmen des Festina-Doping-Skandals gab Meier 1998 zu, mit EPO gedopt zu haben und wurde für sechs Monate gesperrt. 2002 erklärte er in einem Interview mit der Zeitung Die Südschweiz: «Ich bedaure nur dieses ganze Geständnis ... Für mich ist und war Doping niemals ein Vergehen. Höchstens eine kleine Schummelei. Nicht mehr und nicht weniger.» Seine Ansichten zum Thema Doping hat er einige Jahre später radikal geändert, als er etwa als Tour-de-Suisse-Direktor 2008 den belgischen Sprintstar Tom Boonen wegen Kokainmissbrauchs von der Tour ausschloss.
.

### Unternehmer seit 2002
Armin Meier war bei der Firma IMG als Management Director tätig und fungierte ab Mitte 2004 sechs Jahre lang als Direktor der Tour de Suisse.
Armin Meier betreute bis zu dessen Rücktritt im Jahr 2016 den Schweizer Zeitfahr-Olympiasieger und viermaligen Radweltmeister Fabian Cancellara und ist aktuell auch der Manager von Ironman-Hawaii-Siegerin Daniela Ryf sowie von Silvan Dillier.
Mit seinem Unternehmen Human Sports Management AG kündigte Meier 2017 eine Wiederaufnahme der TriStar-Rennserie (Triathlon-Rennen über verschiedene Distanzen) an.

## Privates
Bis 2007 war Armin Meier mit der Schweizer Skiläuferin Karin Roten verheiratet. Er hat mit ihr zwei Kinder.

## Erfolge
1989
- Grand Prix de la Liberté
- Hegiberg-Rundfahrt

1994
- Tour du Canton de Genève
- Stausee-Rundfahrt Klingnau

1995
- Leimentalrundfahrt

1996
- Giro del Lago Maggiore
- Ostschweizer Rundfahrt
- Schweizer Meister – Strassenrennen

1999
- Schweizer Meister – Strassenrennen